# Powiat lubański
Powiat lubański – powiat w Polsce, położony w zachodniej części województwa dolnośląskiego. Jego siedzibą jest miasto Lubań.

## Podział administracyjny
Powiat lubański powstał 1 stycznia 1999 roku wskutek reformy administracyjnej, której jednym z aspektów było wprowadzenie powiatów jako drugiego szczebla administracji, pomiędzy województwami i gminami.
Został stworzony z części znoszonego województwa jeleniogórskiego. Terytorium powiatu zostało określone w kształcie zmniejszonym w stosunku do tego, jaki posiadał on przed swoją likwidacją w 1975 roku. W skład powiatu weszło miasto Świeradów-Zdrój, należące wówczas do powiatu lwóweckiego; z drugiej strony, powiat stracił na jego rzecz sołectwa Giebułtów i Karłowiec, które w 1976 roku włączono do gminy Mirsk. W skład powiatu zgorzeleckiego weszły lubańskie miasto Zawidów oraz gmina Sulików.
Z powiatem lubańskim graniczą jednostki:
- powiat bolesławiecki od północy,
- powiat lwówecki od wschodu,
- powiat zgorzelecki od zachodu.

Ponadto, powiat graniczy od południa z krajem libereckim w Czechach.
W skład powiatu wchodzi 7 gmin: 2 miejskie, 2 miejsko-wiejskie oraz 3 wiejskie. Na jego terenie położone są cztery miasta: Leśna, Lubań, Olszyna oraz Świeradów-Zdrój.
| Gmina   | Gmina           | Gmina | Gmina           | Pow. (2025) | Ludność (2024) | Siedziba    |
| TERYT   | Typ             | Nazwa | Nazwa           | Pow. (2025) | Ludność (2024) | Siedziba    |
| ------- | --------------- | ----- | --------------- | ----------- | -------------- | ----------- |
| 0210011 | miejska         |       | Lubań           | 16,12       | 19 257         | —           |
| 0210021 | miejska         |       | Świeradów-Zdrój | 20,72       | 3906           | —           |
| 0210033 | miejsko-wiejska |       | Leśna           | 104,56      | 9169           | Leśna       |
| 0210042 | wiejska         |       | Lubań           | 142,42      | 6462           | Lubań       |
| 0210053 | miejsko-wiejska |       | Olszyna         | 47,13       | 6262           | Olszyna     |
| 0210062 | wiejska         |       | Platerówka      | 47,90       | 1487           | Platerówka  |
| 0210072 | wiejska         |       | Siekierczyn     | 49,50       | 4366           | Siekierczyn |

W historii powiatu doszło do pięciu nieudanych prób zmiany jego granic:
- w 2009 roku, władze gminy Gryfów Śląski w powiecie lwóweckim złożyły wniosek o włączenie jej w granice powiatu lubańskiego[12];
- samorząd miasta Świeradowa-Zdroju składał wnioski o powiększenie jego obszaru kosztem gminy Mirsk w powiecie lwóweckim w 2004, 2005, 2006[13] oraz 2013 roku[14].

## Pokrycie terenu
Powiat lubański według danych z 2025 roku zajmował powierzchnię 428,35 km², co stanowiło 2,1% powierzchni województwa dolnośląskiego. Pod względem powierzchni zajął 25. lokatę spośród 26 powiatów w województwie oraz 297. miejsce wśród 314 powiatów Polski. Największą część powierzchni powiatu zajmowały grunty rolne (67,2%) oraz leśne (24,8%). Zabudowanych i zurbanizowanych było 6,7% terenów, zaś pod wodami znajdowało się ich 1,0%.
|  |

## Demografia
Według stanu z 31 grudnia 2024 roku w powiecie lubańskim zamieszkiwało 50 909 mieszkańców: 26 298 kobiet (51,7% ludności) i 24 611 mężczyzn (48,3%), czyli 1,8% ludności województwa dolnośląskiego. Gęstość zaludnienia w powiecie wyniosła 119 osób na km². Pod względem ludności powiat lubański zajął w 2024 roku 18. miejsce spośród 26 powiatów w województwie oraz 227. lokatę wśród 314 powiatów Polski.
Wskaźnik urbanizacji wyniósł 61,7%; w miastach w tym dniu mieszkało 31 387 osób, zaś na wsi – pozostałe 19 522 osoby.
|  |

|  |  |

## Gospodarka
W końcu listopada 2019 liczba zarejestrowanych bezrobotnych w powiecie obejmowała ok. 1,1 tys. mieszkańców, co stanowi stopę bezrobocia na poziomie 6,2% do aktywnych zawodowo.

## Starostowie lubańscy
Na podstawie źródła:
- Walery Czarnecki (5 listopada 1998 – 19 listopada 2002)
- Lucjan Żełabowski (19 listopada 2002 – 30 listopada 2006)
- Walery Czarnecki (30 listopada 2006 – 7 maja 2024)
- Zbigniew Zjawin (od 7 maja 2024)[20]